# Station Bedum
Station Bedum is het spoorwegstation in het Groningse Bedum aan de spoorlijn Groningen – Delfzijl. Het station werd geopend op 15 juni 1884.
De spoorlijn Groningen - Delfzijl werd aangelegd door het Staatsspoor. De meeste stations langs deze lijn kregen een station van het zogenaamde Loppersum-type. Ook Bedum kreeg zo'n station. Het heeft dienstgedaan tot 1975. In dat jaar werd het gesloopt en vervangen door een abri.

## Verbindingen
| Serie      | Treinsoort         | Route                                              | Bijzonderheden |
| ---------- | ------------------ | -------------------------------------------------- | --- |
| 37700 RS 5 | Stoptrein (Arriva) | Groningen – Bedum – Delfzijl                       | Rijdt alleen op zondag. |
| 37800 RS 7 | Stoptrein (Arriva) | Delfzijl – Bedum – Groningen – Zuidbroek – Veendam | Op zondag wordt één keer per uur gereden tussen Groningen en Veendam. Tussen Delfzijl en Groningen rijdt dan stoptrein 37700. |

## Voorzieningen
Het station beschikt over een fietsstallingen, fietskluizen en een afgesloten wachtruimte.

## Afbeeldingen

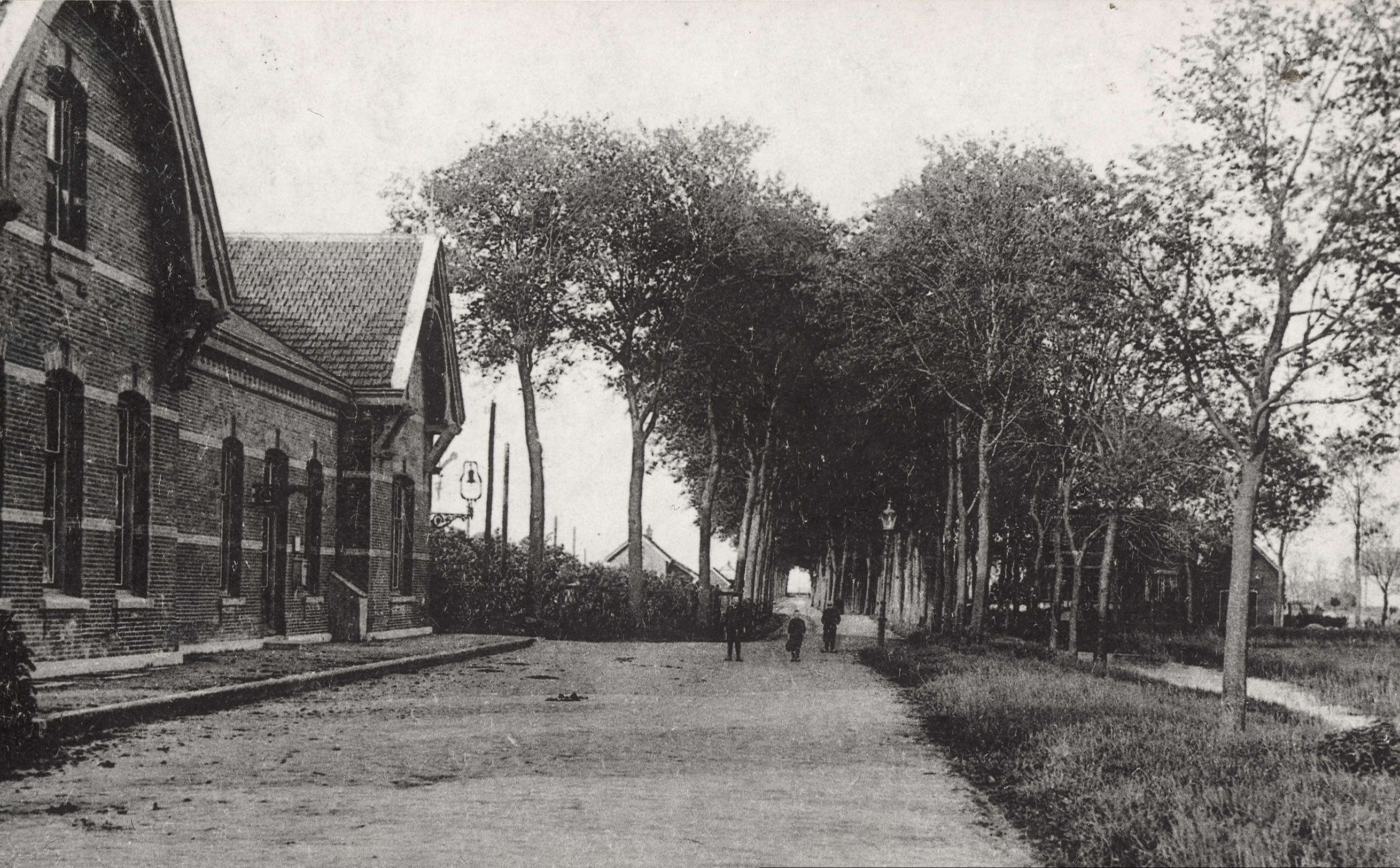
Station Bedum op een prentbriefkaart uit 1920
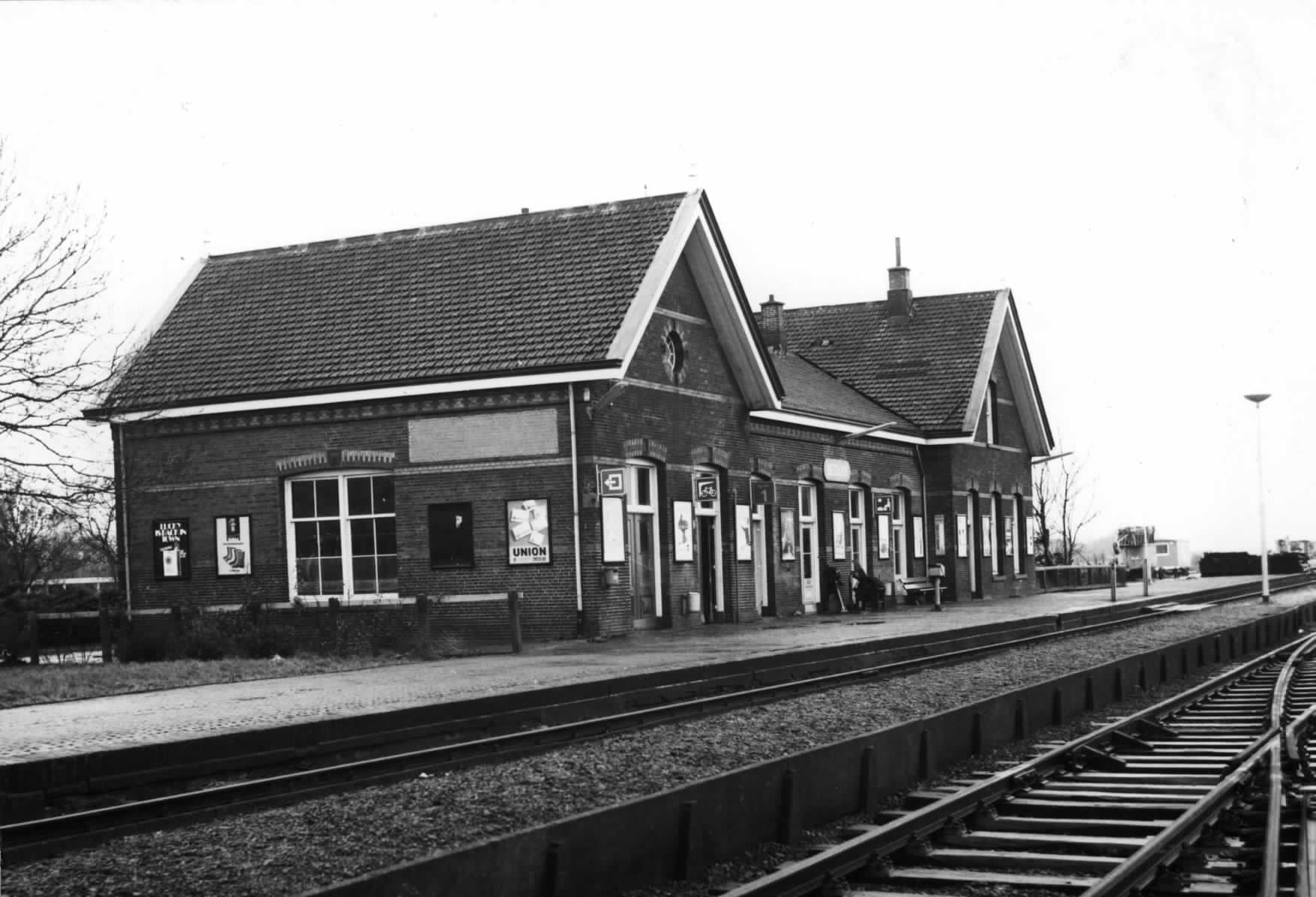
Het stationsgebouw in 1970
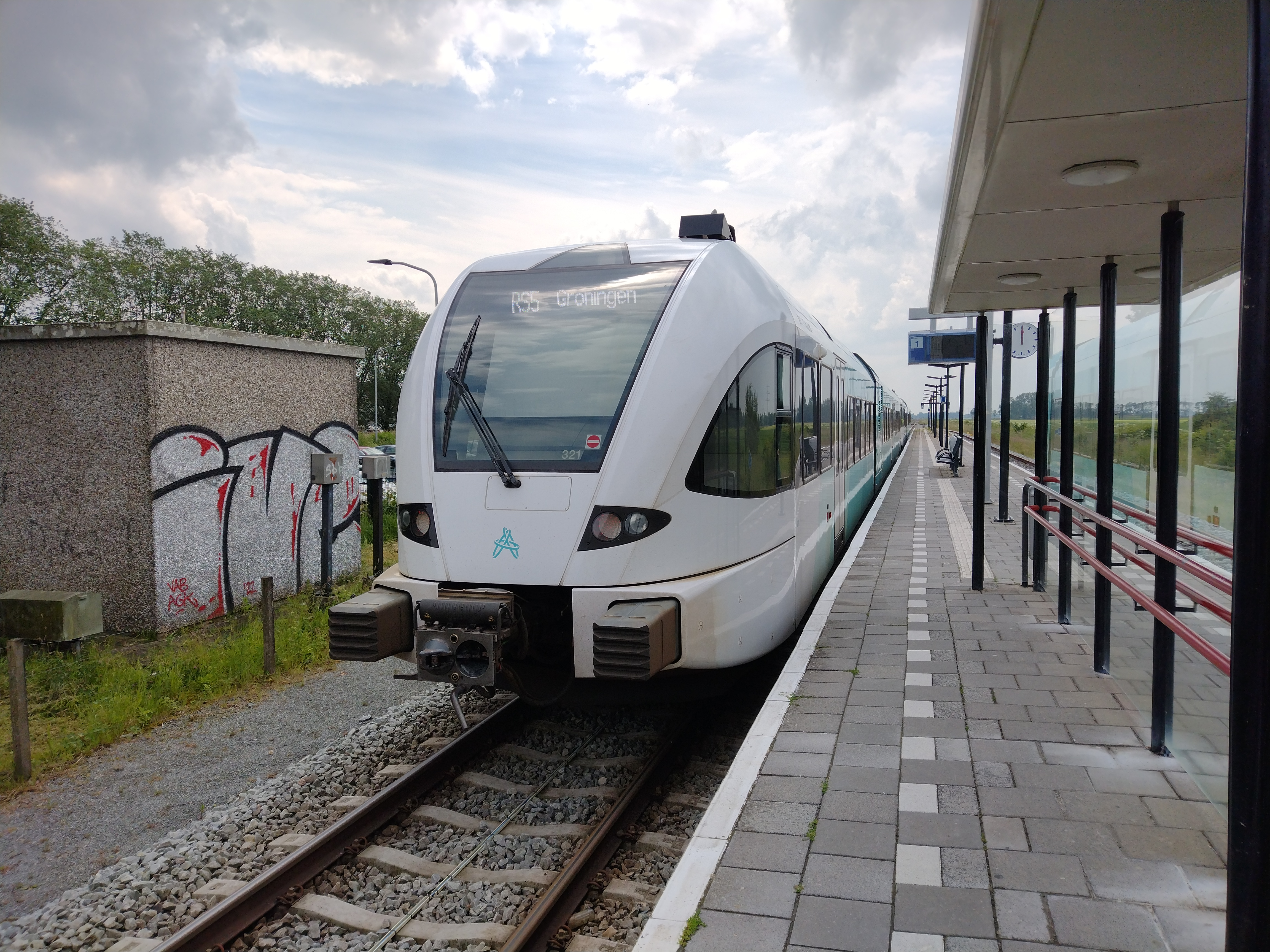
Arriva GTW op het station

0,0: Groningen ·
Kostverloren ·
3,9: Groningen Noord ·
Adorp ·
10,9: Sauwerd ·
Wolddijk ·
15,1: Bedum ·
18: Middelstum ·
21,9: Stedum ·
25,9: Loppersum ·
Eenum ·
Oosterwijtwerd ·
Tjamsweer ·
33,6: Appingedam ·
36: Uitwierde ·
36,3: Delfzijl West ·
37,9: Delfzijl
Appingedam · 
Bad Nieuweschans ·
Baflo · 
Bedum · 
Delfzijl · 
-West · 
Eemshaven ·
Grijpskerk · 
Groningen · 
-Europapark ·
-Noord ·
Haren · 
Hoogezand-Sappemeer · 
Kropswolde · 
Loppersum · 
Martenshoek · 
Roodeschool · 
Sauwerd · 
Scheemda · 
Stedum · 
Uithuizen · 
Uithuizermeeden · 
Usquert · 
Veendam · 
Warffum · 
Winschoten · 
Winsum · 
Zuidbroek · 
Zuidhorn
Voormalige stations: zie de lijst van voormalige spoorwegstations in Groningen